# Енигматика
Енигматиката е съвкупност от развлекателни задачи, ребуси и кръстословици.
Хората, които съставят такъв род мисловни задачи, се наричат енигматици. В „Книгата за рекорди на Гинес“ има и българско участие за най-дълга непубликувана кръстословица.

## Етимология
Коренът на думата „енигма“, произлиза от старогръцката дума αίνιγμα („загадка“).